# Heikki Häiväoja

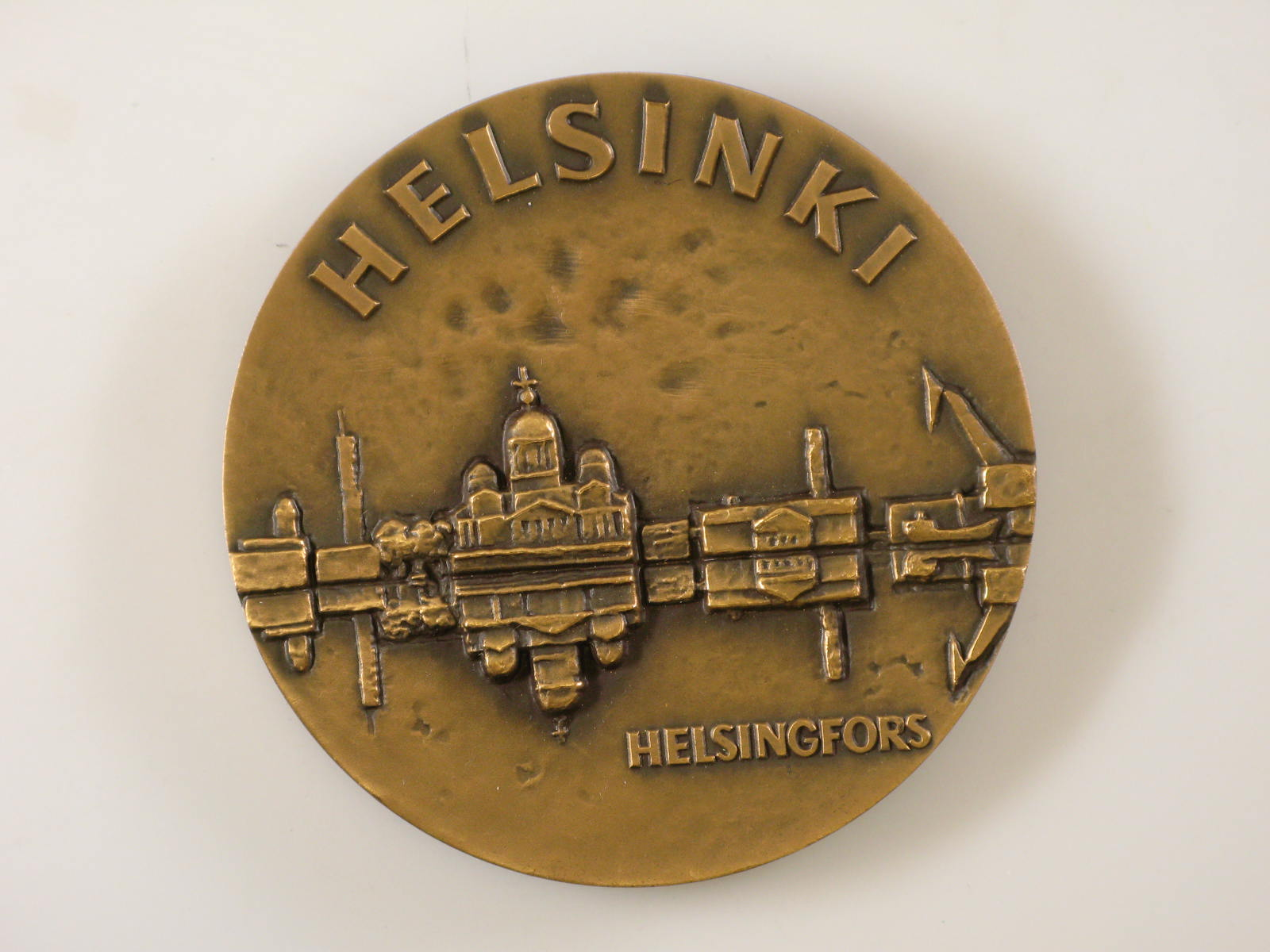
Penning van de stad Helsinki (1965, Amsterdam Museum)

Heikki Aulis Häiväoja (Jämsä, 25 mei 1929 – Kauniainen, 15 september 2019) was een Fins beeldhouwer en de ontwerper van de kleinste en middelste serie van de Finse euromunten.
Alle ontwerpen bevatten de twaalf Europese sterren en het jaar waarin de munt geslagen is. Zijn ontwerp is een reproduktie van zijn ontwerp dat van 1964 tot 1993 de Markka sierde, de Finse munteenheid vóór de invoering van de euro. Het laat de Finse leeuw zien. Häiväoja ontwierp ook andere munten, waaronder bijvoorbeeld een zilveren gedenkmunt die in 1975 door de Finse Nationale bank werd uitgegeven ter gelegenheid van de 75ste verjaardag van de toenmalige Finse president Urho Kekkonen.
Heikki Häiväoja stierf in het weekend van 14 en 15 september 2019 in een ziekenhuis in Kauniainen.
- Gemeinsame Normdatei: 1042907269
- International Standard Name Identifier: 0000 0004 2342 7701
- KulturNav: 2c95b54f-4984-4e17-ac34-79fc35214a0e
- RKD-Nederlands Instituut voor Kunstgeschiedenis: 328677
- Système universitaire de documentation: 181259192
- Virtual International Authority File: 305407198
- WorldCat: E39PBJkMD4XWgvywCtC7ddtFrq